# 강기석 (언론인)
강기석(충청남도 서천군, 1954년 2월 23일 ~ )은 대한민국의 언론인이다.

## 학력
- 대광고등학교
- 건국대학교 정치외교학 학사
- 건국대학교 언론홍보대학원 저널리즘 석사

## 경력
- 1976년: 코리아헤럴드 기자
- 1977년: 경향신문 편집국 기자
- 1988년: 언론노동조합연맹 편집실장
- 1990년: 평화방송 편집제작부 차장
- 1992년: 경향신문 편집국 체육부 차장
- 1994년 ~ 1996년: 경향신문 편집국 국제1부 차장
- 1996년 ~ 1998년: 경향신문 편집국 국제부 부장대우
- 1996년 ~ 1998년: 경향신문 뉴욕특파원
- 1998년 ~ 1998년: 경향신문 편집국 국제부 부장
- 1998년 ~ 1999년: 경향신문 편집국 체육부 부장
- 1999년: 경향신문 논설위원실 논설위원
- 1999년 ~ 2000년: 경향신문 신문발전연구위원 부국장대우
- 2000년 ~ 2001년: 경향신문 편집국 부국장
- 2000년: 제4대 새언론포럼 회장
- 2001년 ~ 2002년: 경향신문 경영기획실 실장
- 2002년 ~ 2003년: 경향신문 편집국 국장
- 2003년: 경향신문 대기자 상무보
- 2005년~ 2008년: 신문유통원 원장
- 2009년: 노무현재단 운영위원
- 2016년: 언론자유언론실천재단 운영위원